# Straight Between the Eyes
Albums de Rainbow
Difficult to Cure
(1981) Bent Out of Shape
(1983)
Singles
1. Stone Cold
Sortie : mars 1982
2. Death Alley Driver
Sortie : 1982

Straight Between the Eyes est le septième album (le sixième en studio), du groupe de hard rock anglais Rainbow. Il sort en avril 1982 sur le label Polydor et est produit par Roger Glover.

## Historique
Cet album est enregistré en décembre 1981 au Canada au studio Le Studio de Morin-Heights. Un nouveau musicien vient compléter le groupe : David Rosenthal qui remplace Don Airey aux claviers. Il est le second album, mais aussi le dernier album avec Bobby Rondinelli à la batterie, lequel sera remplacé par Chuck Burgi sur l'album suivant.
Cet album contient les singles, Stone Cold, Rock Fever et Eyes of Fire et a été certifié disque d'argent au Royaume-Uni où il se classa à la cinquième place des charts.

## Liste des titres
Toutes les chansons sont écrites et composées par Ritchie Blackmore, Roger Glover et Joe Lynn Turner sauf indications.

### Face 1
1. Death Alley Driver (Blackmore / Turner) – 4:42
2. Stone Cold – 5:17
3. Bring On the Night (Dream Chaser) – 4:06
4. Tite Squeeze – 3:15
5. Tearin' Out My Heart – 4:03

### Face 2
1. Power – 4:26
2. MISS Mistreated (Blackmore / Turner / David Rosenthal) – 4:27
3. Rock Fever (Blackmore / Turner) – 3:50
4. Eyes of Fire (Blackmore / Turner / Bobby Rondinelli) – 6:37

## Musiciens
- Joe Lynn Turner : chant
- Ritchie Blackmore : guitares
- David Rosenthal : claviers
- Roger Glover : basse
- Bobby Rondinelli : batterie, percussions

## Charts & certifications

### Album
Charts
| Pays        | Durée du classement | Meilleur classement | Date          |
| ----------- | ------------------- | ------------------- | ------------- |
| Allemagne   | 8 semaines          | 21e                 | 17 mai 1982   |
| Canada      | 10 semaines         | 17e                 | 26 juin 1982  |
| États-Unis  | 23 semaines         | 30e                 | 12 juin 1982  |
| Norvège     | 7 semaines          | 12e                 | 17 mai 1982   |
| Pays-Bas    | 4 semaines          | 19e                 | 1er mai 1982  |
| Royaume-Uni | 13 semaines         | 5e                  | 24 avril 1982 |
| Suède       | 4 semaines          | 7e                  | 18 mai 1982   |

Certifications
| Pays        | Certification | Ventes   | Date          |
| ----------- | ------------- | -------- | ------------- |
| Finlande    | Or            | 25 000 + | 1983          |
| Royaume-Uni | Argent        | 60 000 + | 28 avril 1982 |

### Single
| Single       | Chart                  | Durée du classement | Position | Date          |
| ------------ | ---------------------- | ------------------- | -------- | ------------- |
| "Stone Cold" | RPM Top Singles        | 7 semaines          | 28e      | 26 juin 1982  |
| "Stone Cold" | Hot 100                | 12 semaines         | 40e      | 19 juin 1982  |
| "Stone Cold" | Mainstream Rock Tracks | ?                   | 1er      | 5 juin 1982   |
| "Stone Cold" | UK Singles Chart       | 4 semaines          | 34e      | 10 avril 1982 |